# Thomas Pekny
Thomas Pekny (* 1951 in Linz) ist ein österreichischer Bühnenbildner, er war Professor für Experimentelle Gestaltung, Mode- und Bühnenkostüme an der Hochschule Pforzheim.

## Leben
Pekny, Sohn der Schauspieler Romuald Pekny und Eva Petrus-Pekny, besuchte die Rudolf-Steiner-Schule in München und danach eine Fachschule für Schreiner und Holzbildhauer in Garmisch-Partenkirchen. Anschließend studierte er an der Akademie der Bildenden Künste München und spezialisierte sich dort auf das Szenenbild unter Rudolf Heinrich.
Nach dem Studium arbeitete er als Bühnen- und Kostümbildner: So 1975/1980 beim Deutschen Theater, Göttingen sowie 1981/1983 bei der Städtischen Bühne, Augsburg. Ab 1983 war er Bühnenbildner im Theater Heilbronn. Als am 29. Juni 2001 das Theater neben dem bereits bestehenden Großen Haus und den Kammerspielen eine dritte Spielstätte bekam, gestaltete er eine historisierende Innenausstattung für das Komödienhaus (auch Logentheater). Im Jahre 2012 beendete er seine Tätigkeit als Bühnenbildner beim Theater Heilbronn.
Von 1996 bis 2017 war Pekny als Professor an der Hochschule Pforzheim für Experimentelle Gestaltung, Mode- und Bühnenkostüme tätig.

### Komödie im Bayerischen Hof München
Pekny war seit Februar 2016 Intendant, Geschäftsführer und Alleingesellschafter der Theaterbetriebe Margit Bönisch GmbH, die seit 1992 das Privattheater Komödie im Bayerischen Hof München betreibt. Die 2016 verstorbene Margit Bönisch war seine Lebensgefährtin. Am 26. Oktober 2021 übertrug er 51 Prozent seiner Anteile an René Heinersdorff, der auch die Geschäftsführung der GmbH übernimmt.

### Vorwürfe sexueller Straftaten
Pekny war im Sommer 2021 vor dem Landgericht München I wegen schweren sexuellen Missbrauchs angeklagt und aus Mangel an Beweisen in erster Instanz freigesprochen worden. Dennoch hatte der Richter in der mündlichen Urteilsbegründung betont, sein Spruch sei „kein Beweis der Unschuld“.
Wegen des Abrufs von mehr als 100 kinder- und jugendpornografischen Inhalten aus dem Internet wurde Pekny am 8. Februar 2024 durch das Amtsgericht München zu acht Monaten Haft auf Bewährung verurteilt. Der Strafbefehl umfasste ferner die Auflage, 5.000 Euro an den Kinderschutzbund München zu zahlen. Nach Angaben der Staatsanwaltschaft soll zudem bereits einige Monate zuvor ein weiterer Strafbefehl wegen sexueller Belästigung rechtskräftig geworden sein.